# 直式剃刀

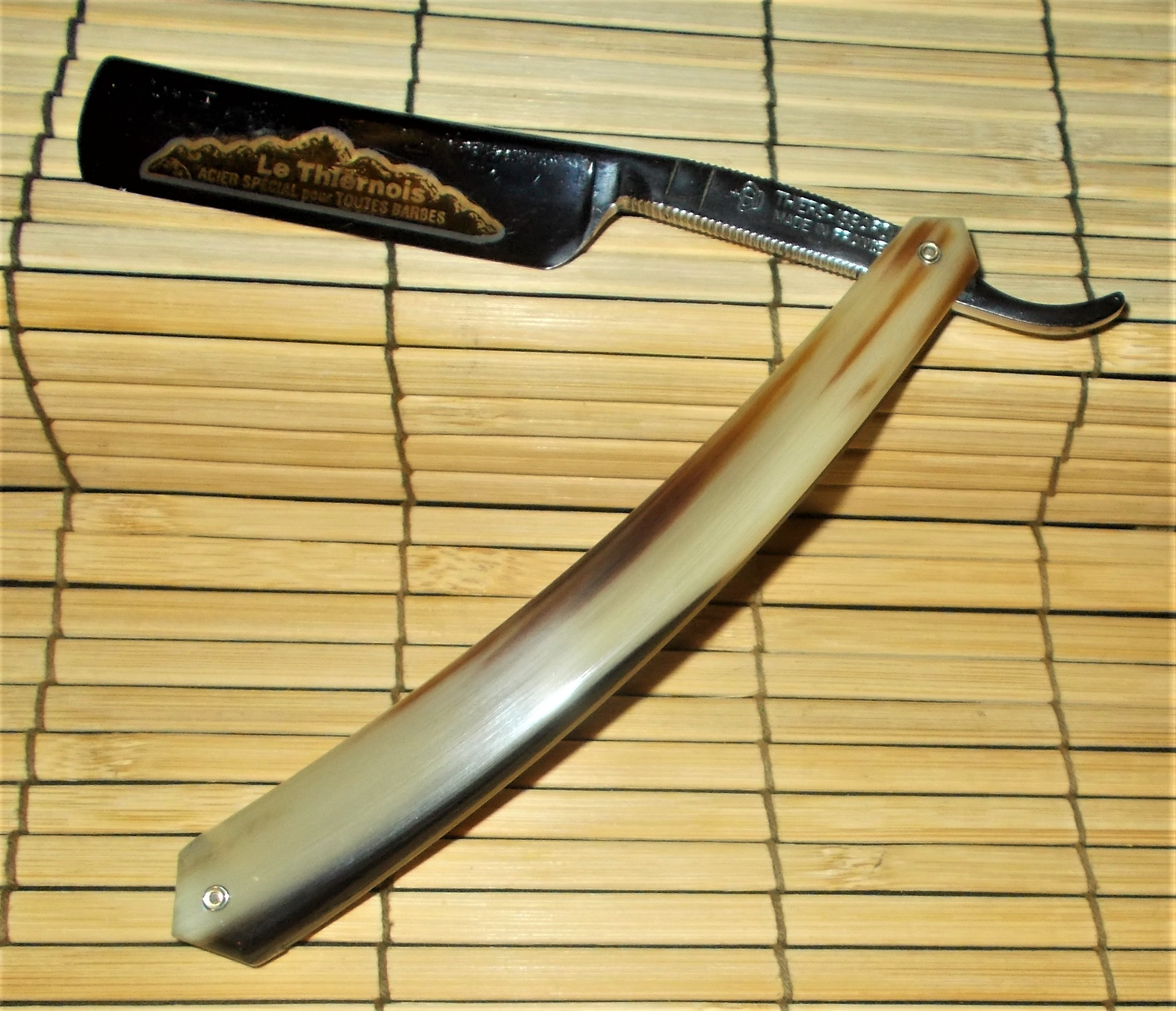
直式剃刀

直式剃刀是一种可以將刀片與刀柄折疊在一起的刮鬍刀。由於直剃须刀相對於其他款式的剃鬚刀要更危險，所以男人在使用直剃须刀剃须时要更小心。 1680年，谢菲尔德出現了全球第一把钢刃直式剃刀。直至20世紀中葉之前，直式剃刀一直是全球主流刮鬍刀，後來由於安全剃鬚刀和電動剃鬚刀的興起，直式剃刀不再是主流剃鬚刀。 1979 年，荷兰研究人员发现直式剃刀剃掉的毛发比电动剃须刀剃掉的毛髮要短约0.002 英寸（0.05 毫米）。 

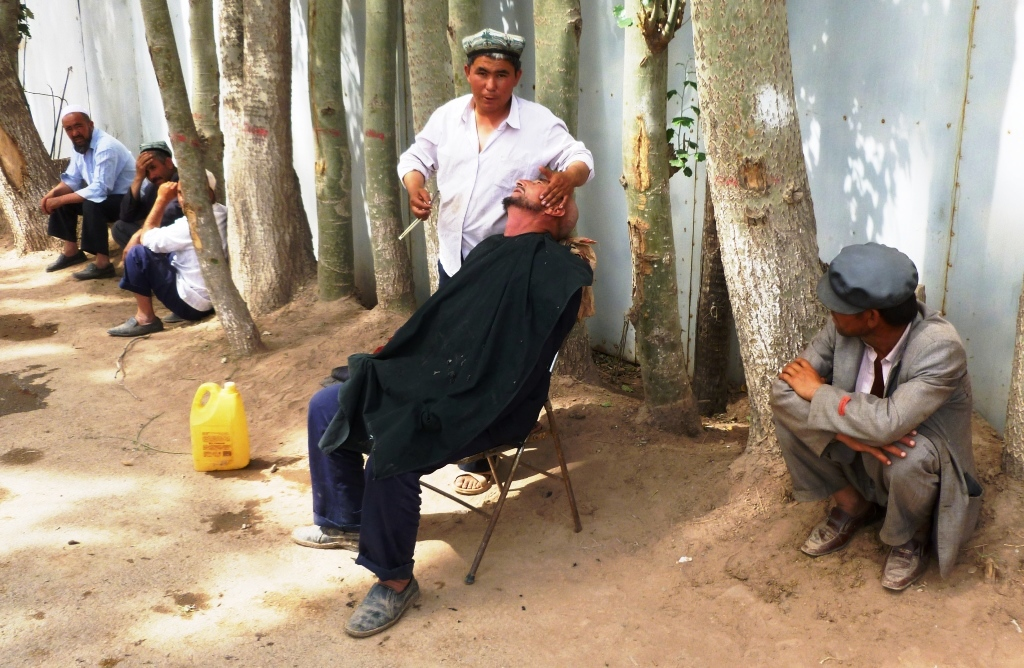
喀什市路邊仍在使用直式剃刀剃须的人